# Шерандо (Вірджинія)
Шерандо (англ. Sherando) — переписна місцевість (CDP) в США, в окрузі Огаста штату Вірджинія. Населення — 696 осіб (2020).

## Географія
Шерандо розташоване за координатами 37°59′21″ пн. ш. 78°56′31″ зх. д. / 37.98917° пн. ш. 78.94194° зх. д. (37.989252, -78.941827).  За даними Бюро перепису населення США в 2010 році переписна місцевість мала площу 18,49 км², з яких 18,30 км² — суходіл та 0,18 км² — водойми.

## Демографія
Згідно з переписом 2010 року, у переписній місцевості мешкало 688 осіб у 275 домогосподарствах у складі 188 родин. Густота населення становила 37 осіб/км².  Було 310 помешкань (17/км²).
Расовий склад населення:
| - 96,2 % — білих - 1,5 % — чорних або афроамериканців - 0,1 % — вихідців з тихоокеанських островів - 0,1 % — корінних американців |

До двох чи більше рас належало 1,7 %. Частка іспаномовних становила 0,9 % від усіх жителів.
За віковим діапазоном населення розподілялося таким чином: 22,4 % — особи молодші 18 років, 61,3 % — особи у віці 18—64 років, 16,3 % — особи у віці 65 років та старші. Медіана віку мешканця становила 42,9 року. На 100 осіб жіночої статі у переписній місцевості припадало 92,7 чоловіків;  на 100 жінок у віці від 18 років та старших — 97,0 чоловіків також старших 18 років.
Середній дохід на одне домашнє господарство  становив 44 852 долари США (медіана — 34 013), а середній дохід на одну сім'ю — 53 587 доларів (медіана — 48 359). За межею бідності перебувало 23,2 % осіб, у тому числі 75,6 % дітей у віці до 18 років та 0,0 % осіб у віці 65 років та старших.
Цивільне працевлаштоване населення становило 411 осіб. Основні галузі зайнятості: мистецтво, розваги та відпочинок — 32,8 %, освіта, охорона здоров'я та соціальна допомога — 18,2 %, будівництво — 11,2 %, виробництво — 8,3 %.